# Sotirios Sotiropoulos

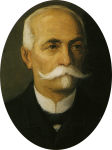
Sotirios Sotiropoulos

Sotirios Sotiropoulos (Grieks: Σωτηριος Σωτηρόπουλος) (Nauplion, Griekenland, 1831 – Athene, Griekenland, 6 mei 1898) was een Grieks politicus en meerdere malen minister van Economische Zaken.
Hij studeerde rechten. In 1865 werd hij verkozen in het Grieks parlement. Hij bleef parlementslid tot aan zijn dood.
Tussen 1864 en 1882 was hij vele malen minister van Economische Zaken: hij bekleedde het mandaat in alle tien regeringen van Alexandros Koumoundouros (tussen 1865 en 1882).
In mei 1893 benoemde koning George I hem tot premier van een interim-regering. Hij bleef premier tot november in datzelfde jaar.
- Library of Congress Control Number: no2002006305
- Virtual International Authority File: 39036341
- WorldCat: E39PBJbRdB6MGDPfX4RbptY3wC